# Şemsettin Günaltay

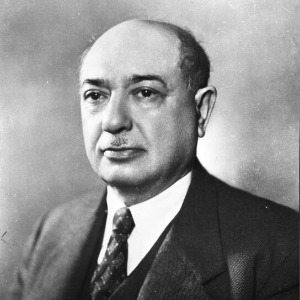
Şemsettin Günaltay

Şemsettin Günaltay (* 1883 in Kemaliye; † 19. Oktober 1961 in İstanbul) war ein türkischer Politiker, Historiker und Ministerpräsident der Türkei.

## Leben
Şemsettin Günaltay absolvierte die Universität Lausanne und kehrte in die Türkei zurück. Er arbeitete in mehreren Gymnasien als Schulleiter. Während dieser Zeit machte er Bekanntschaft mit dem Denker Ziya Gökalp. Danach begann er über die türkische Geschichte zu forschen. 1914 arbeitete Günaltay an der Fakultät für Literatur der Darülfünun als Professor für Türkische Geschichte und islamische Völker. Später wurde er Dekan der Theologischen Fakultät.
Zwischen 1914 und 1918 war Günaltay Abgeordneter im Osmanischen Parlament für Bilecik (Sandschak Ertuğrul). Für einige Zeit war er Mitglied sowie stellvertretender Präsident des Stadtrats in İstanbul. Er war während des Türkischen Befreiungskriegs in der „Gesellschaft zur Verteidigung der Rechte von Anatolien und Thrakien“ (Anadolu ve Rumeli Müdafaa-i Hukuk Cemiyeti) tätig. Während der II., III., IV., V., VI. und der VII. Legislaturperiode war er Abgeordneter der Provinz Sivas in der Großen Nationalversammlung der Türkei. Während der IX. Legislaturperiode war er Abgeordneter der Provinz Erzurum. Nach dem Rücktritt Hasan Sakas wurde Günaltay 1949 zum Ministerpräsidenten ernannt. Er blieb auf seinem Posten, bis Adnan Menderes 1950 an die Macht kam. Günaltay war auch Provinzparteichef der Cumhuriyet Halk Partisi in İstanbul. 1961 wurde Günaltay zum Senator gewählt. Er starb jedoch noch, bevor er sein Mandat antreten konnte am 19. Oktober 1961 an Prostatakrebs in Ortaköy. Sein Grab befindet sich auf dem städtischen Friedhof Cebeci in Ankara.
Günaltay war von 1941 bis zu seinem Tod Präsident des Türk Tarih Kurumu.

## Schriften
- Zulmetten Nura (1913)
- Hurafattan Hakikata (1914)
- İslam Dini Tarihi
- Maziden Atiye (1920)
- Fennin En Son Keşfiyâtından (1910)